# Juan de Sandoval y Rojas
Juan de Sandoval y Rojas (mort en 1606) fou un polític valencià.
Nascut a Gandia, fou nomenat primer marquès de Villamizar, cavaller de l'Orde de Calatrava, Virrei de València des de 1604 fins a la seva mort en 1606, s'havia casat amb Bernardina Corzo y Vicentelo, amb qui va tenir un fill, Francisco Gómez de Sandoval-Rojas y de Borja.